# Estlands damlandslag i ishockey
Estlands damlandslag i ishockey representerar Estland i ishockey på damsidan och kontrolleras av det estländska ishockeyförbundet.

## Historik
Laget spelade sin första match den 25 november 2005, då man vann med 8-2 mot Island i Tallinn, under en träningsmatch.  2006 deltog Island i Riga Tournament i Valmiera, Lettland. Man spelade mot Lettland, Netherlands och Norge, Estland förlorade alla tre matcher, och största förlusten kom då Lettland vann med  15–0.
Estland spelade 2007 för första gången i världsmästerskapet. Laget placerades i Division IV, och slutade fyra efter att ha vunnit två av fem matcher. I världsmästerskapet 2008 spelade Estland i Division IV, och även där vann man två av fem matcher.

### Fotnoter
1. 1 2 3  ”Estonia All Time Results”. National Teams of Ice Hockey. Arkiverad från originalet den 23 augusti 2011. https://web.archive.org/web/20110823011658/http://nationalteamsoficehockey.com/uploads/Estonia_Women_All_Time_Results.pdf. Läst 28 april 2011.
2. ↑  ”2007 IIHF World Womens Championship Div IV”. IIHF. http://www.iihf.com/Hydra/Tournaments_07/output/wwiv/hydra.iihf.com/IIHF_Core/jsp/content/web_output/index.jsp@compId=119. Läst 28 april 2011.
3. ↑  ”2008 IIHF World Women's Championship Div. IV”. IIHF. http://www.iihf.com/channels/iihf-world-womens-iv-championship/statistics.html. Läst 28 april 2011.